# Pardosa cayennensis
Pardosa cayennensis là một loài nhện trong họ Lycosidae.
Loài này thuộc chi Pardosa. Pardosa cayennensis được Władysław Taczanowski miêu tả năm 1874.